# 上原谦
上原谦（1909年11月7日—1991年11月23日），日本演员，著名的美男子代表，本名池端 清亮。長子為著名歌手加山雄三。